# Celjski grofje (drama)
Celjski grofje je drama slovenskega pisatelja Bratka Krefta, ki je izšla leta 1967.
Drama obsega pet dejanj. Od prejšnjih obdelav celjske snovi se Kreftova drama razlikuje v seznamu oseb, kjer je avtor podal starosti nastopajočih, ki so ustrezale zgodovinskim virom.

## Povzetek
Dogajanje je zelo strnjeno, tako da je iz zgodovine povzetih le malo dejstev. Čas in kraj sta zelo ekonomično izrabljena. Drama se namreč začne dan pred sojenjem Veroniki zaradi čarovništva, ki ji ga je po Pravdačevih besedah želi Herman naprtiti samo zato, da bi nase prevzela Friderikovo krivdo za Elizabetino smrt in s tem očistila Friderika pred vsemi pritiski Frankopanov in Sigismunda. Tako Kreftova drama iz zgodovine povzema le osebe in zgodbeni okvir o Veronikinem sojenju, izidu sodniške razsodbe in nazadnje o Hermanovi samovoljni usmrtitvi Veronike.
Herman želi pridobiti prisotne ljudi na svojo stran, da bi pričali, da je Veronika res čarovnica, ki je zapeljala njegovega sina in zakrivila smrt njegove bivše žene. Pravdač prepričuje prisotne, da ni čarovnica. Herman pregovori Friderika, da podpiše izjavo, usodno za Veroniko. Sledi obsodba. Veronika je sproščena in vse zanika, dokler ji ne pokažejo Friderikove izjave. Zdaj ve, da jo je izdal. Pravdač izpodbije obtožnico in prepriča sodnike, da ni kriva. Govori, da moramo razumeti njeno srce – Friderik jo je napeljal v ljubezen, sam jo je povabil v grad za služabnico in jo zapeljal. V tem dejanju se pojavijo celjski državni predstavniki nove družbene plasti. Ti ljudje dajo svoj glas v dobro Veroniki. Oprostijo jo, toda Herman prihrumi z vojaki; Veronika in Pravdač postaneta jetnika. Herman  ne prizna razsodbe sodišča. Pravdač neprikrito izpoveduje svoje revolucionarne ideje: govori čez grofovstvo, kako nastaja nov družbeni red ponižanih in potlačenih. Napoveduje, da se bo trdna pest obrnila tja, od koder je prišla. Ti novi ljudje bodo meščani. Hermana Pravdačeve besede globoko ranijo.
V gradu je nazadnje večerna zabava v čast novega viteza Ulrika. Jošt pove Hermanu, da je Veroniko utopil, Pravdač pa se je sam pokončal. Herman vidi, da se Pravdač ni bal smrti. To je zanj nov udarec; začne se bati smrti, ker vidi, da je Friderik nesposoben naslednik. Njegov veliki sen je izgubljen: Ulrik, njegov vnuk, ne bo dosegel krone. Zaman je moril. V Hermanu je zajet tudi motiv razočaranega očeta, ki čuti, da ne bo imel naslednikov, ki bi znali voditi in osvajati nova ozemlja.
Pri dramskem oblikovanju se je Kreft držal napotkov, ki sta jih dala za pisanje zgodovinske tragedije Ferdinandu Lassalu Karl Marx in Friedrich Engels. Prisvojil si je Engelsovo misel, da so nastopajoče osebe predstavniki določenih razredov in smeri, s tem pa tudi določenih idej svojega časa; nagibi za njihova dejanja niso v malenkostnih individualnih strasteh, marveč ravno v toku zgodovinskega dogajanja, ki jih nosi s seboj.

## Glavni literarni liki
Veronika, Pravdač, Herman, Barbara, Jošt, Gvardijan, Pisccolomini, meščani (trgovec, orožar, pater)

## Kritika in odmevi
Kritiki so priznali, da Kreftovi Celjani prinašajo zgodovinski in družinski kolektiv obenem pa prikazujejo sodbo zgodovine. Razhajali pa so se v ocenah njegove ideje, notranje zgradbe in izoblikovanosti celote.
Boris Ziherl, France Koblar in Juš Kozak so se strinjali, da se je pri Kreftu prvi namen z dramo spodnesti mit o jugoslovanstvu Celjskih, popolnoma posrečil. Tudi glede osnovne humanistične naravnanosti drame in upora zoper vladavino nasilja so se kritiki izrekli pozitivno. Največ ugovorov pa so imeli na račun neskladja kolektivnega in individualnega v drami. Individualne usode so po njihovem mnenju preveč pomaknjene v ozadje.
Jože Pogačnik je Kreftu očital, da je o Cerkvi in heretikih razglašal zgodovinske neresnice, in delo označil za »resnega umetnika nevredno početje« Obenem je dramo pozdravil, češ, da si ob njej morajo katoliki izprašati vest. 
Vladimir Kralj v povojni oceni Kreftovih Celjskih grofov meni, da Kreftova drama ni daleč od romantične tendenčne drame, saj so npr. razmere v celjskem trgu nekritično posnete po velikih zahodnoevropskih mestnih središčih, da njegove osebe delujejo pod zgodovinsko zavestjo družbenega dogajanja, v zavesti tendenc svoje dobe. Za Pravdača pa je mnenja, da je le »trobilo duha svojega čas«. V sklepu razpravlja, da se Kreftu ni posrečilo zadovoljivo rešiti problema zgodovinske drame.
France Koblar meni, da v nasprotju med Hermanom in Pravdačem ne gledamo samo nasprotje dveh zgodovinskih sil, gibal starega in novega, temveč čutimo neprikrito pisateljevo voljo, ki pogumno obsoja vsako nasilje in krivico ter se ozira v  prihodnost, ko bo človek lahko živel svobodneje in skladneje s svojo plemenitejšo naravo.